# 1905 في أستراليا
فيما يلي قوائم الأحداث التي وقعت خلال عام 1905 في أستراليا.

## سياسة

### انتهاء فترة المنصب
- 26 مايو – بيل ديني عضو مجلس النواب جنوب أستراليا من الجمعية.
- 5 يوليو – جورج ريد رئيس وزراء أستراليا.

## رياضة
- 1 يناير – البطولات الأسترالاسية 1905

## مواليد

### نوفمبر
- 13 نوفمبر – توم بوست سبّاح أسترالي.